# IC 1734
IC 1734 ist eine Balken-Spiralgalaxie vom Hubble-Typ SBc im Sternbild Fornax am Südsternhimmel. Sie ist schätzungsweise 220 Millionen Lichtjahre von der Milchstraße entfernt und hat einen Durchmesser von etwa 105.000 Lichtjahren.
Das Objekt wurde am 17. November 1897 von Lewis Swift entdeckt.